# Dax O’Callaghan

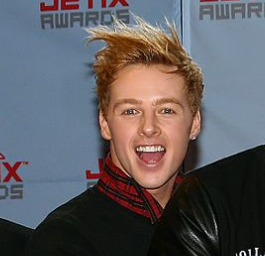
Dax O’Callaghan (2008)

Dax Jordache O’Callaghan (* 2. Juli 1986 in London, England) ist ein britischer Sänger, Tänzer und Schauspieler.

## Leben und Karriere

### Schauspiel/Tanz
O’Callaghan wurde an der Sylvia Young Theatre School in London ausgebildet. Er begann bereits in jungen Jahren professionell zu arbeiten. In den ersten Jahren des Zweiten Jahrtausends wurde er wegen seiner Erfolge in den Charts „Prince de la Pop“ (Prinz des Pop) genannt. Schon als Schulkind wurde er für Fernsehserien und Werbespots engagiert. Mit 10 Jahren hatte er seinen ersten Auftritt in einem Musical im Londoner Westend, als er die Rolle des Garoche in Les Misérables in einer Inszenierung des Palace Theatre spielte. Im London Palladium spielte er die Rolle des Artful Dodger in Cameron Mackintoshs Inszenierung von Oliver!.
Er trat im Fernsehen in „EastEnders“ als Jack Price (EastEnders), „Casualty“, „Hope and Glory“, „Trial by Jury“ und „The Knock“ auf. Mit 16 Jahren verließ er die Schule und moderierte „Laugh Out Loud“ für Nickelodeon. Ab dieser Zeit unterrichtete er Tanz in den Pineapple Street Studios.
Als ausgebildeter Tänzer begann bereits während seiner Schulzeit eine Tanzkarriere und trat zusammen mit The Spice Girls, SugaBabes, PJ & Duncan, der TV-Show „Live & Kicking“ auf. Als er die Schule verließ, begleitete er den Choreografen Wayne Sleep bei der Produktion von „DASH“ als Haupttänzer.
Im Jahr 2006 unterschrieb er einen Vertrag bei Universal Records und wurde Mitglied der Lexington Bridge, einer amerikanisch-britischen Band, die fünf Nummer-1-Hits erreichte in sieben Ländern Europas erreichte. Die Band trennte sich 2010, als O’Callaghan von Los Angeles nach Großbritannien zurückkehrte und begann, für andere Künstler zu choreografieren.
Zwischen 2010 und 2016 war er Choreograf für Olly Murs, Ella Henderson, JLS, The Overtones (2014–2021), Andrea Begley, MNEK und Jedward (Erstellung ihres Eurovision-Beitrags 2011 für Irland). O’Callaghan arbeitete außerdem als Assistenzchoreograf für JLS auf deren UK-Arena-Tour (2012), als Assistenzchoreograf für den T-Mobile-Flashmob-Werbespot am Flughafen Heathrow (2011) und war 2014 Gastchoreograf für die CBBC-Show The Next Step. Während dieser Zeit trat er auch als Tänzer für Little Mix (2012), X Factor Live-Shows (2009 – 2010), Alexandra Burke (2009) und für sieben der UK-Touren von JLS (2009 – 2014) auf. Im Jahr 2022 choreografierte Dax das JLS-Musikvideo Eternal Love.
Von 2016 bis 2023 choreografierte O’Callaghan neun Shows für Celebrity Cruises, sechs Produktionen für Marella Cruises, zwölf Produktionen für Viking Cruises und vier Theatershows für CFC Cruise (Compagnie Française de Criosières). In dieser Zeit gewann er zwei Cruise Critic Awards für seine Choreografie im Unterhaltungsprogramm. Von hier aus wurde er als Regisseur und Choreograf auf Kreuzfahrtschiffen wieder ans Theater berufen. O’Callaghan war Gastjuror bei den europäischen und internationalen ASDU-Tanzmeisterschaften sowie bei den UDO-Weltmeisterschaften im Straßentanz.
2018 gründete er den Londoner Tanzraum „BASE Dance Studios“.

### Gesang/Musikproduktion
Mit 19 Jahren unterschrieb O’Callaghan als Solokünstler bei der Warner International Record Company. Seine Single Calling Love war in einigen europäischen Charts erfolgreich, insbesondere in Frankreich.
Im Jahr 2008 wurde O’Callaghan Choreograf für die deutsche Reality-TV-Show „Popstars“ und arbeitete mit der Gewinnergruppe namens Room 2012 zusammen. Von 2011 bis 2015 arbeitete O’Callaghan mit dem Kensington Temple der London City Church zusammen, die ihn für die Gestaltung eines Gottesdienstes engagierte.
Im Jahr 2011 veröffentlichte er seine erste britische Single mit dem Titel Broken, moderiert von Mohammed George, auf der auch Dax O’Callaghan zu hören war und die von ihm geschrieben wurde. Der Song wurde gemeinsam mit Jay-F (John Farmer) über ein Label namens „D&J Music“ produziert, das sie gemeinsam für die Veröffentlichung in Großbritannien gegründet hatten. Das Lied wurde als Hymne für den Ben Kinsella Trust verwendet. Alle Lizenzgebühren aus den Verkäufen wurden an die Wohltätigkeitsorganisation gespendet, die den Kampf gegen Messerkriminalität im Vereinigten Königreich unterstützt.